# Bibelgarten

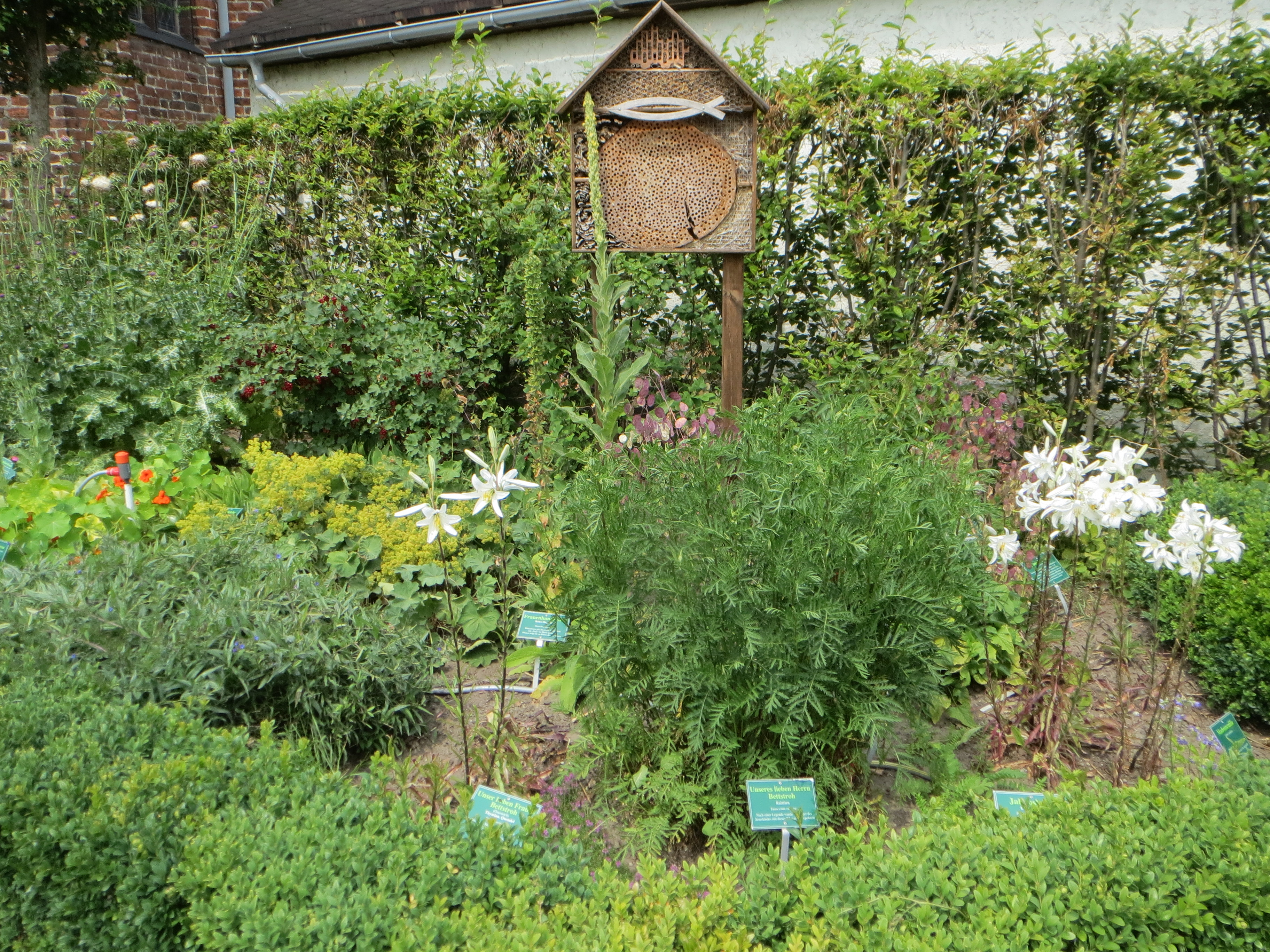
Bibelgarten im Niederdeutschen Bibelzentrum St. Jürgen in Barth

Ein Bibelgarten oder Biblischer Garten ist ein Themengarten, der die in der Bibel erwähnten oder in der biblischen Welt vorkommenden Pflanzen zeigt.
Häufig wird dies ergänzt durch andere Elemente aus Geschichten der Bibel oder aus der biblischen Lebenswelt. Das Ziel eines solchen Gartens ist zumeist kein rein botanisches, sondern die Veranschaulichung biblischer Inhalte für die Besucher.

## Entstehung

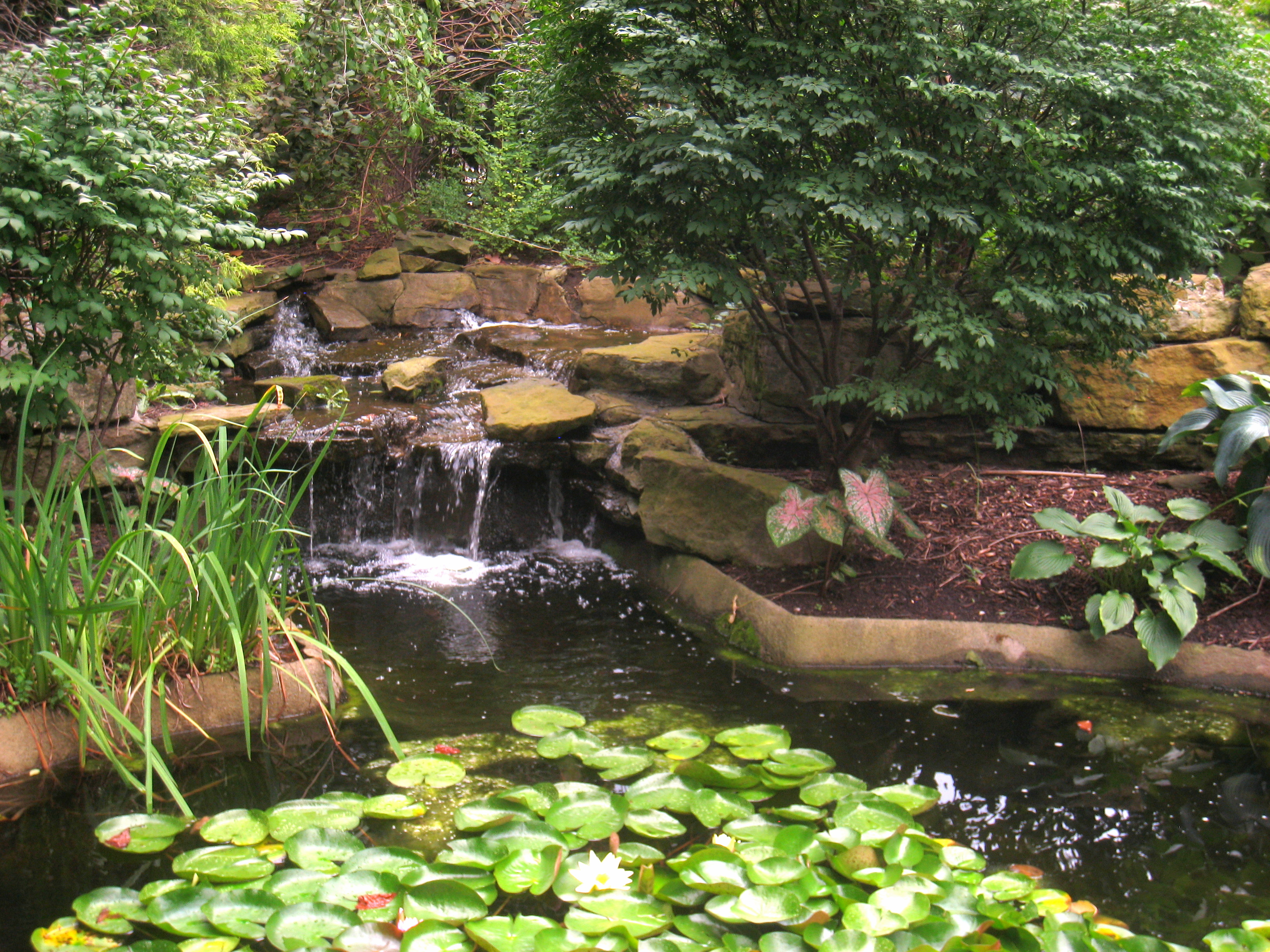
Der Rodef Shalom Biblical Botanical Garden (Pittsburgh, Pennsylvania) wurde von der gleichnamigen Synagogengemeinde angelegt

Die meisten Bibelgärten entstanden auf Initiative von Kirchengemeinden, seltener Synagogengemeinden, Gruppen aus diesen Gemeinden oder Einzelpersonen. Es gibt jedoch auch Sammlungen biblischer Pflanzen im Rahmen von botanischen Gärten, so in Hamburg und in Jerusalem.

## Funktion
Während in den botanischen Gärten das Schwergewicht naturgemäß zunächst auf dem botanischen Interesse liegt, dienen die Bibelgärten christlicher und jüdischer Prägung primär der Vermittlung und Veranschaulichung biblischer Inhalte. 
Bibelgärten können Teil einer größeren Gartenanlage oder eines Parks sein, sowohl privat als auch öffentlich zugänglich sein oder einer geschlossenen Gruppe oder Gemeinschaft zur Verfügung stehen. Sie dienen der Erholung, der Andacht sowie der Bildung, gelegentlich der Durchführung von Schulungen oder der touristischen Vermarktung. Obwohl es sich um zwei sehr unterschiedliche Themen und Pflanzengruppen handelt, ist die Abgrenzung zum Klostergarten nicht immer ganz klar. In manchen Bibelgärten werden Symbolpflanzen, deren Namen einen Bezug zu Personen oder Geschichten aus der Bibel oder der Christentumsgeschichte tragen, vorgestellt.

## Ausbreitung

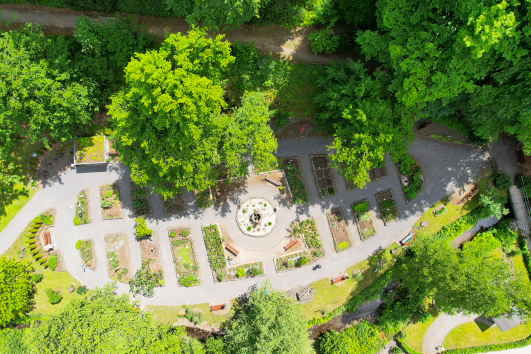
Bibelgarten Weltersbach

In Deutschland gibt es derzeit 160 Bibelgärten, etliche weitere in Österreich und der Schweiz sowie in vielen anderen Ländern Europas.
In Israel sind der Bibelpfad im Botanischen Garten in Jerusalem (Hebrew University, Givat Ram) und der biblische Pflanzenpark Neot Kedumim (östlich von Tel Aviv) zu erwähnen, die sich aufgrund ihrer Lage zur Darstellung der biblischen Flora, deren Deutung nicht immer unproblematisch ist, anbieten. 
Insbesondere in den USA haben Bibelgärten eine lange Tradition.

### Bekannte Bibelgärten und Einrichtungen mit Bibelgärten
- Bibelgarten Barth
- Greisinghof
- Bibelgarten Hamburg
- Bibelgalerie Meersburg
- Bibelgarten Neuss
- Bibelgarten Oberlichtenau
- Bibelgarten Schleswig